# Червара ди Рома
Черва̀ди Ро̀ма (на италиански: Cervara di Roma) е село и община в Централна Италия, провинция Рим, регион Лацио. Разположено е на 1053 m надморска височина. Населението на общината е 502 души (към 2010 г.).